# Braunschwingendrongo
Der Braunschwingendrongo (Dicrurus fuscipennis) ist eine Vogelart aus der Familie der Drongos.
Er ist endemisch auf den Großen Komoren, nur am Karthala meist um 500 – 900 m Höhe.
Das Verbreitungsgebiet umfasst tropischen oder subtropischen feuchten Wald, Weideflächen und Plantagen.

## Beschreibung
Der Braunschwingendrongo ist der einzige Drongo und einzige große schwarze Singvogel auf der Insel. Er ist 26 bis 29 cm groß, das Gefieder ist durchgehend tiefschwarz mit gleichmäßigem dunklen mattblauen Glanz, auf den Flügeldecken bronzefarben. Der gegabelte Schwanz, Schnabel und Zehen sind schwarz.

## Stimme
Der Ruf des Männchens wird als sehr variabel mit drongotypischen harschen Quiek-, Klick- und Pfeiflauten, als melodische halbhohe Blubbertöne, Zwitschern und kakophones Duett von Männchen und Weibchen beschrieben.
Die Art ist monotypisch.

## Lebensweise
Die Nahrung besteht aus großen Insekten wie Schaben, Grashüpfer, Käfer und Fangschrecken.
Die Brutzeit liegt zwischen September und Dezember.

## Gefährdungssituation
Der Bestand gilt als stark gefährdet (endangered) durch Habitatverlust.